# Schizocarphus nervosus

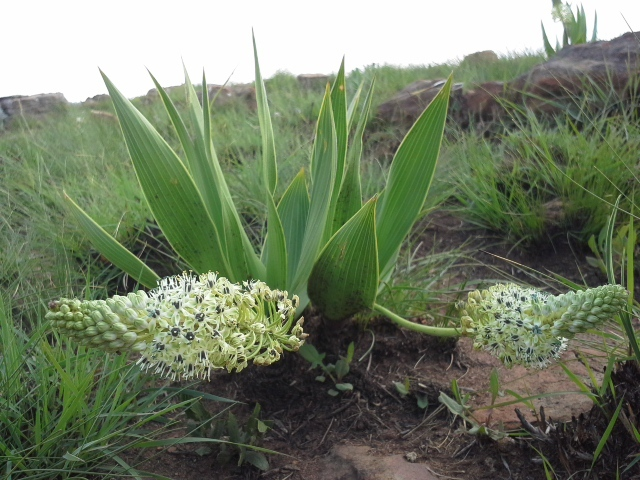
Pokrój

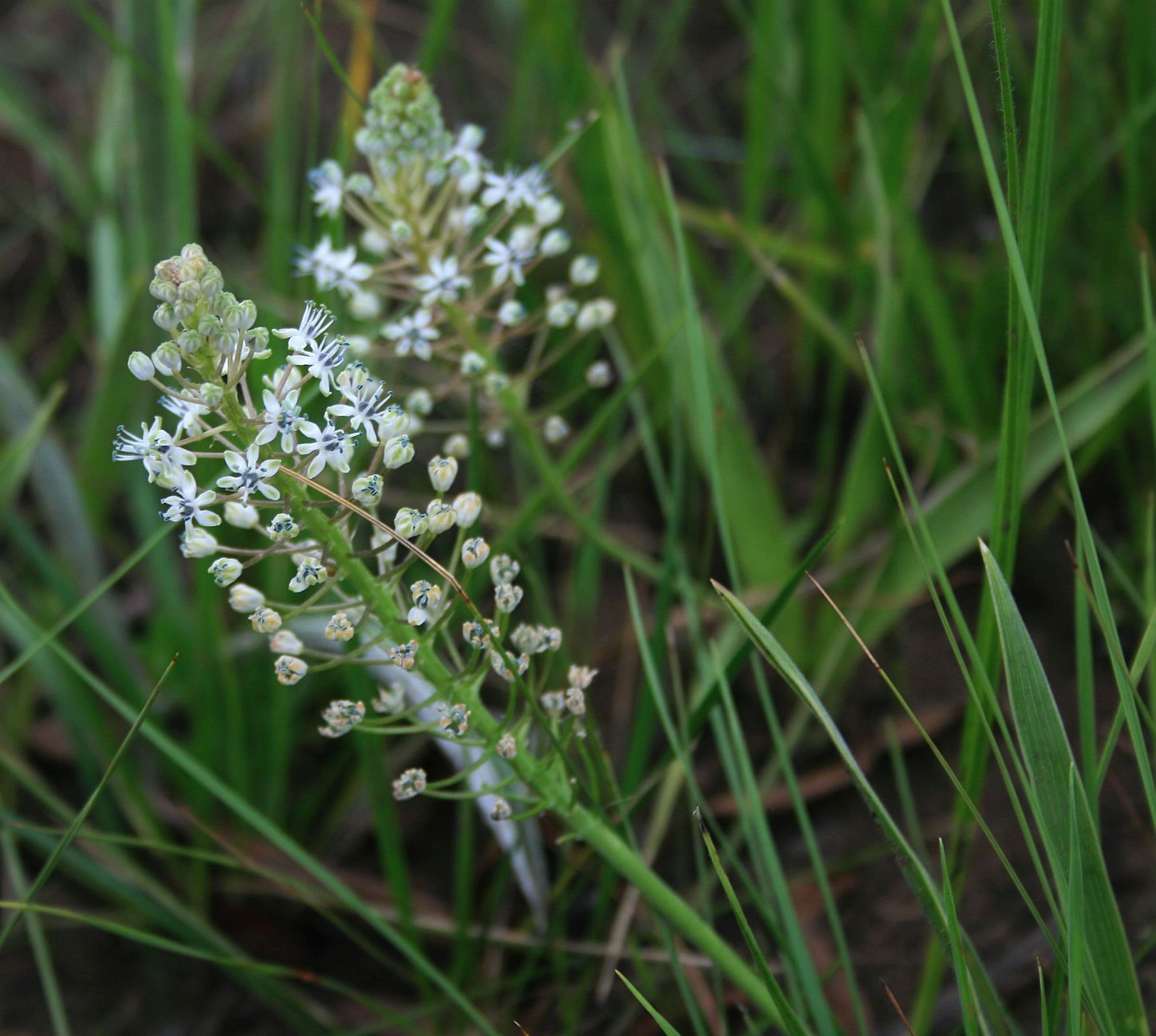
Kwiatostany

Schizocarphus nervosus (Burch.) Merwe – gatunek rośliny z monotypowego rodzaju Schizocarphus Merwe z rodziny szparagowatych. Występuje w południowej Afryce, od Angoli, Zambii i Tanzanii do RPA. Roślina bardzo trująca, stosowana w celach leczniczych. 
Nazwa naukowa rodzaju pochodzi od greckich słów σχίζειν (schizein – rozdzielony) i καρπός (karpos – owoc) i odnosi się do pękania owocu na dwie części z jednonasiennego owocolistka. Epitet gatunkowy po łacinie oznacza unerwiony.

## Morfologia
PokrójWieloletnia, roślina zielna, o wysokości do 40 cm, tworząca kępy.
PędJajowata lub gruszkowata, podziemna cebula o średnicy od 20 do 50 (rzadko 80) cm, z ciemnobrązową lub kasztanową, papierzastą lub skórzasto-włóknistą okrywą, niekiedy tworzącą włóknisty kołnierz wokół pędu wierzchołkowego.
LiścieRośliny tworzą od 3 do 8 (rzadziej 12) zwartych i włókniście prążkowanych liści o długości 10–30 (–40) cm, od równowąskich do lancetowatych i często skręconych do prawie igłowatych i kanalikowatych, nagich lub częściej pokrytych sztywnymi włoskami po obu stronach, jasnozielonych i niekiedy nabiegłych czerwonawo u nasady, o brzegach zgrubiałych i chrząstkowatych, nagich lub owłosionych.
KwiatyZebrane w gęste, jajowate do cylindrycznego lub stożkowatego grono o długości 5–45 cm i średnicy 2,5–21 cm, wyrastające na wzniesionym lub częściej odgiętym u nasady głąbiku, prążkowano-owłosionym na całej długości lub jedynie u nasady, rzadziej nagim. Przysadki lancetowato-zwężone do szydłowatych, błoniaste, o długości 2–11 mm i szerokości 0,2–0,5 mm, niekiedy owłosione u nasady. Szypułki łukowato zgięte, o długości najczęściej od 1 do 5 cm, owłosione lub rzadziej nagie. Listki okwiatu białe z zielonym wierzchołkowym guzkiem lub zgrubiałą, zieloną żyłką główną odosiowo, zrośnięte u nasady na długości ok. 0,5 mm, powyżej rozwarte lub lekko zgięte do dołu, odwrotnie jajowate, kapturkowato zakończone, o długości 3–5 mm i szerokości 1–2 mm. Nitki pręcików wolne lub zrośnięte u nasady na długości do 0,5 mm, szydłowate, o długości 2,5–4 mm, białe. Pylniki o długości ok. 1,2–1,5 mm, niebieskawozielone. Zalążnia kulistawa, brodawkowata, ścieśniona u nasady i krótko szypułkowata, głęboko trójklapowana do nawet sześcioklapowanej, zielona lub ciemnoniebieskawozielona, o średnicy 1,5 mm. Szyjka słupka biała, o długości 1,5–3 mm.
OwoceKulistawe lub wklęsło-kulistawe torebki głęboko trójklapowane, niemal siedzące lub krótko szypułkowate, gładkie lub nieznacznie brodawkowate, o długości 2,5–4 mm i szerokości 3–5 mm, zawierające eliptyczne, ciemnobrązowe nasiona.

## Biologia
RozwójGeofity cebulowe, kwitną w porze deszczowej, od listopada do grudnia, rzadziej od września do lutego.
SiedliskoKamieniste lub podmokłe, otwarte sawanny, na wysokości do 2 000 m n.p.m.
GenetykaLiczba chromosomów 2n = 40 (x=10, paleotetraploid).

## Systematyka
Pozycja systematycznaNależy do monotypowego rodzaju Schizocarphus w  podplemieniu Massoniinae, w plemieniu Hyacintheae z podrodziny Scilloideae w rodzinie szparagowatych Asparagaceae.  Stanowi klad siostrzany dla podrodzaju Ledebouria w rodzaju cebulica.
Występujące u tego gatunku zróżnicowanie w budowie liści oraz pędów nadziemnych powodowało opisywanie tego gatunku pod różnymi nazwami, głównie w ramach rodzaju cebulica.
Synonimy nomenklaturowe
- Ornithogalum nervosum Burch., Trav. S. Africa 1: 537 (1822)
- Scilla rigidifolia var. nervosa (Burch.) Baker, J. Linn. Soc., Bot. 13: 242 (1873)
- Scilla nervosa (Burch.) J.P.Jessop, J. S. African Bot. 36: 243 (1970)

Synonimy taksonomiczne
- Drimia dregeana Kunth, Enum. Pl. 4: 340 (1843)
- Scilla rigidifolia Kunth, Enum. Pl. 4: 330 (1843)
- Scilla pallidiflora Baker, Refug. Bot. 3: t. 179 (1870)
- Scilla versicolor Baker, Refug. Bot. 5: t. 305 (1871), nom. illeg.
- Scilla gerrardii Baker, J. Linn. Soc., Bot. 13: 237 (1873)
- Scilla hispidula Baker, Trans. Linn. Soc. London, Bot. 1: 248 (1878)
- Urginea bragae Engl., Pflanzenw. Ost-Afrikas, C: 142 (1895)
- Scilla rigidifolia var. gerrardii (Baker) Baker in W.H.Harvey & auct. suc. (eds.), Fl. Cap. 6: 481 (1897)
- Scilla setifera Baker in D.Oliver & auct. suc. (eds.), Fl. Trop. Afr. 7: 549 (1898)
- Scilla pubescens Baker, Bull. Herb. Boissier, sér. 2, 1: 853 (1901)
- Scilla eriospermoides Engl. & Gilg in O.Warburg (ed.), Kunene-Sambesi Exped.: 195 (1903)
- Scilla rigidifolia var. acerosa van der Merwe, Fl. Pl. South Africa 21: t. 821 (1941)
- Schizocarphus acerosus (van der Merwe) van der Merwe, Fl. Pl. South Africa 23: t. 904 (1943)
- Schizocarphus gerrardii (Baker) van der Merwe, Fl. Pl. South Africa 23: t. 906 (1943)
- Schizocarphus rigidifolius (Kunth) van der Merwe, Fl. Pl. South Africa 23: t. 905 (1943)
- Scilla bakeriana Poelln., Ber. Deutsch. Bot. Ges. 61: 209 (1944)
- Schizocarphus hispidulus (Baker) Speta, Phyton (Horn) 38: 120 (1998)
- Schizocarphus setifer (Baker) Speta, Phyton (Horn) 38: 120 (1998)

## Zastosowanie
Rośliny leczniczeRoślina bardzo trująca dla ssaków. Cebule tradycyjnie stosowane w południowej Afryce do leczenia chorób reumatycznych, w szczególności do leczenia bólu w gorączce reumatycznej, a także jako środek przeczyszczający dla dzieci. Przypisuje się im działanie zwiększające płodność u kobiet oraz działanie przeciwnowotworowe. Ludy Xhosa podają noworodkom wywar z korzeni w celu wydalenia smółki. W tym samym celu wywar podawany jest nowo urodzonym cielętom. Wywar ten stosowany jest również w postaci lewatywy u cieląt i kóz jako środek przeciwrobaczy. Zulusi podają wywar z cebul tej rośliny w postaci lewatywy do leczenia kolki oraz stanów lękowych u dzieci.
Cebule zawierają flawanony typu chromanowego i stylbenoidy (resweratrol i rapontygenina). Ekstrakt wodny z cebuli wykazuje działanie genotoksyczne i cytotoksyczne (przez wywołanie apoptozy i stresu oksydacyjnego) na komórki wątroby. Ekstrakt ten wykazuje także działanie przeciwzapalne oraz przeciwbakteryjne (przeciwko gronkowcowi złocistemu i pałeczce zapalenia płuc) i dwukrotnie silniejsze działanie przeciwgrzybicze przeciwko bielnikowi białemu (Candida albicans).
Rośliny ozdobneRoślina uprawiana w ogrodach skalnych, a także jako doniczkowa. Wymaga stanowiska nasłonecznionego lub półcienistego, dobrze przepuszczalnej gleby wzbogaconej kompostem. Kępy cebul należy rozdzielać, gdy roślina jest w stanie spoczynku. Cebule powinny być sadzone tak, aby przynajmniej dwie trzecie do połowy wystawały ponad ziemię. Jest to gatunek dość odporny na suszę i wymaga umiarkowanej ilości wody, ale po zżółknięciu liści należy wstrzymać podlewanie.